# Zhangzhuang (socken i Kina, Shandong, lat 36,52, long 118,06)
Zhangzhuang (kinesiska: 张庄乡, 张庄) är en socken i Kina. Den ligger i provinsen Shandong, i den östra delen av landet, omkring 96 kilometer öster om provinshuvudstaden Jinan. Antalet invånare är 12 478. Befolkningen består av 6 304 kvinnor och 6 174 män. Barn under 15 år utgör 11,0 %, vuxna 15-64 år 73 %, och äldre över 65 år 15,0 %.
Genomsnittlig årsnederbörd är 865 millimeter. Den regnigaste månaden är juli, med i genomsnitt 304 mm nederbörd, och den torraste är januari, med 8 mm nederbörd.